# Quinn Lord
Quinn Lord (Vancouver, 19 febbraio 1999) è un attore canadese.

## Biografia
Inizia la sua carriera professionale come attore all'età di cinque anni. Il suo ruolo più noto è quello di Sam nel film La vendetta di Halloween del 2007.
È stato candidato agli Young Artist Award come miglior giovane attore recitando nel ruolo di Thomas Whitman nel film del 2012 Imaginaerum.

## Filmografia

### Cinema
- Conciati per le feste (Deck the Halls), regia di John Whitesell (2006)
- White Noise: The Light (White Noise 2: The Light), regia di Patrick Lussier (2007)
- Noi due sconosciuti (Things We Lost in the Fire), regia di Susanne Bier (2007)
- La vendetta di Halloween (Trick 'r Treat), regia di Michael Dougherty (2007)
- Edison & Leo, regia di Neil Burns (2008)
- Supercuccioli nello spazio (Space Buddies), regia di Robert Vince (2009)
- Parnassus - L'uomo che voleva ingannare il diavolo (The Imaginarium of Doctor Parnassus), regia di Terry Gilliam (2009)
- The Hole, regia di Joe Dante (2009)
- Supercuccioli a Natale (Santa Buddies), regia di Robert Vince (2009)
- Daydream Nation, regia di Michael Goldbach (2010)
- In Their Skin, regia di Jeremy Power Regimbal (2012)
- The Possession, regia di Ole Bornedal (2012)
- Imaginaerum, regia di Stobe Harju (2012)
- Date and Switch, regia di Chris Nelson (2014)

### Televisione
- ToddWorld - serie TV, 1 episodio (2004)
- Terminal City - serie TV, 1 episodio (2005)
- Reunion - serie TV, 1 episodio (2005)
- The L Word - serie TV, 1 episodio (2006)
- Blade - La serie (Blade: The Series) - serie TV, 1 episodio (2006)
- Stargate SG-1 - serie TV, 1 episodio (2006)
- Supernatural - serie TV, 1 episodio (2006)
- The Virgin of Akron, Ohio - serie TV, 1 episodio (2007)
- Masters of Horror - serie TV, 1 episodio (2007)
- Smallville - serie TV, 2 episodi (2007)
- Sabbatical - serie TV (2007)
- 3-2-1 Penguins! - serie TV, 20 episodi (2007-2008)
- Peanuts Motion Comics - serie TV (2008)
- Virtuality, regia di Peter Berg - film TV (2009)
- The Net - Incontri pericolosi (Web of Desire), regia di Mark Cole - film TV (2009)
- L'ultima mossa del killer (Second Chances), regia di Jean-Claude Lord - film TV (2010)
- Hiccups - serie TV, 1 episodio (2010)
- Fringe - serie TV, 1 episodio (2010)
- Miracolo a Manhattan (Call Me Mrs. Miracle), regia di Michael Scott - film TV (2010)
- Shattered - serie TV, 1 episodio (2011)
- Endgame - serie TV, 1 episodio (2011)
- Eureka - serie TV, 1 episodio (2011)
- 17th Precinct, regia di Michael Rymer - film TV (2011)
- Captain Starship - serie TV (2011)
- Virtual Lies - Fuori controllo (Cyber Seduction), regia di George Erschbamer - film TV (2012)
- C'era una volta (Once Upon a Time) - serie TV, 1 episodio (2012)
- R. L. Stine's The Haunting Hour - serie TV, 2 episodi (2011-2012)
- Arctic Air - serie TV, 1 episodio (2013)
- The 100 - serie TV, 1 episodio (2014)
- L'uomo nell'alto castello – serie TV (2015-2019)
- Una stella per il ballo (Date with Love), regia di Ron Oliver – film TV (2016)
- Il mio desiderio per Natale (A Glenbrooke Christmas), regia di David I. Strasser – film TV (2020)
- L'estate in cui imparammo a volare (Firefly Lane) – serie TV, 10 episodi (2021)

## Doppiatori italiani
Nelle versioni in italiano delle opere in cui ha recitato, Quinn Lord è stato doppiato da:
- Leonardo Caneva in Supercuccioli nello spazio, Supercuccioli a Natale - Alla ricerca di Zampa Natale
- Andrea Di Maggio ne L'uomo nell'alto castello, L'estate in cui imparammo a volare
- Ruggero Valli in Miracolo a Manhattan
- Tito Marteddu in C'era una volta